# Long Tail Live Station
株式会社Long Tail Live Stationは、東京都中央区 (東京都)銀座に本社を置くインターネット関連サービス事業を展開する企業である。

## 概要
2003年設立の情報通信業。元バンダイ社長の山科誠が日本BS放送の会長を退任し、「我が人生最後の大チャレンジ（半生をかけて取り組む）」と宣言し、社長に就任した。事業開始後、2年程度で早期に上場を目指すとし、日本証券業協会の「譲渡制限付店頭取扱有価証券」制度を利用した資金調達を行った。新株予約権が取締役、監査役、顧問、従業員と社外協力者に付与された上、発行価格を上げて公募増資がなされた。
ここには、山科誠の事業家としての哲学があり「個人の金でやるのは商売ではなく、企業でもない。やはり第三者の資本家が投資して、事業をするのが本来の株式会社であって、それで今、株式を公開している」のだと理由を語る。アナログ映像のフィルムをデジタル化する「Long Tail」と、動画をインターネットで配信する「Live Station」の2つの事業を主とする。従来アナログフィルムをデジタル化する際には人手を必要とするため大きな手間がかかっていたが、当社は独自の技術によりそれを半自動化し、デジタル化する際の負担を軽減するとしていた。デジタル化と同時に、タイトルや出演者、セリフなどのタグを付けることによって、動画の検索を容易にするとしていた。
「Live Station」事業では、スポーツやコンサートなどの生中継を実施するとともに、「Long Tail」事業でデジタル化した映像資料を、インターネットを使用して配信。有料サービスの課金方法については、他社によるポイントサービスを利用することも想定されていた。2010 FIFAワールドカップでは、日本国内向けに試合の公式映像をディーネットなどの協力を得て配信した。
2010年10月より公認システム監査人より評価を受けているが、外注先の能力、費用面での評価がなされたことを確認する記録が一切残されていない旨、報告されている。ライブステーション事業（動画配信サービス事業）のサービスは、平成23年8月から配信していたコンテンツの配信許諾期間満了に伴い、配信を終了。Long Tail事業については、開発資金の調達が計画どおり進んでおらず、現在、そのシステム開発を中断している。事業開始当初の技術パートナーであった株式会社n2テクノロジーは、代表者の二木均（株式会社USEN元取締役）が無料インターネット放送「GyaO」の元CTOであった。株主でもあるベンチャー企業のエンジニア50～60人でサービス開始に向けて技術開発を進めているとしていた。必要な技術要素を持つ各戦略技術提携パートナーとの業務関係を密にすると開示していたが、事業担当執行役員鈴木康正退職後、頻繁にパートナー企業の入れ替えが行われ、n2テクノロジー社も二木均本人により清算されている。